# رقص قاسم‌آبادی

زنان در حال رقص در لباس‌های محلی در یک عروسی قاسم‌آبادی

رقص قاسم‌آبادی گونه‌ای از رقص ایرانی است که از روستای قاسم‌آباد در استان گیلان ریشه گرفته‌است. این رقص با نوعی شاد از موسیقی محلی گیلکی و در لباس‌های محلی روستای قاسم‌آباد اجرا می‌شود.

## پیشینه
رقص قاسم‌آبادی گلچینی از رنگ و دعای مردم گیلان در فصل کشت و برداشت است. به گفته «حسین اسماعیل پور» مردم‌شناس گیلان و رئیس پژوهشگاه گیلان، رقص قاسم‌آبادی به دو قسمت رقص خانم‌ها و رقص آقایان تقسیم می‌شود، اما آنچه امروزه بیشتر به عنوان رقص قاسم‌آبادی شناخته شده‌است، رقصی است که خانم‌ها مجری آن هستند.

## لباس قاسم‌آبادی

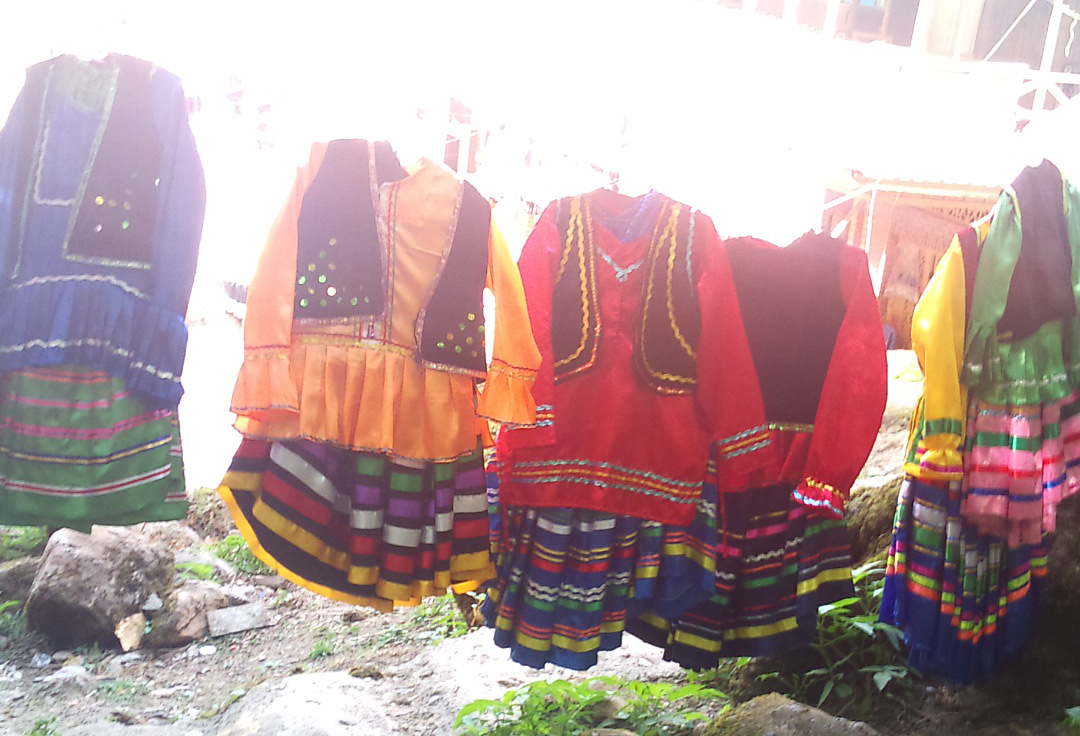
نمونه‌ای از لباس‌های محلی قاسم‌آباد

لباس قاسم‌آبادی که رقاصان معمولاً در رقص قاسم‌آبادی بر تن می‌کنند، همان‌طور که از نام آن پیداست، لباس محلی روستای قاسم‌آباد است. این لباس از سه تکه تشکیل شده‌است: دامن قاسم‌آبادی که در دوخت آن بین ۱۰ تا ۱۵ متر پارچه به کار می‌رود و با رنگهای متفاوت و چین بسیار زیاد دوخته می‌شود. پیراهن که تقریباً تا روی دامن قاسم‌آبادی می‌آید و جلیقه که با پول و سکه تزیین می‌شود. البته زنان قاسم‌آبادی روسری بلندی نیز به دور سر خود می‌بندند که از دو قسمت پیشانی بند و روسری توری دستبافت تشکیل می‌شود.
لباس قاسم‌آبادی به تنوع رنگ‌اش معروف است که الهام‌گرفته از طبیعت گیلان است، به طوری که رنگ‌های قرمز و سفید در این لباس غالب هستند و تکه‌های سبز به صورت محدود در آن دیده می‌شوند. این رنگ‌ها در هنگام چرخش و حرکات در طول رقص نمودی از گنبد دوار را به نمایش می‌گذارند. رنگ‌های سیاه و بنفش یا در دوخت این لباس به کار برده نمی‌شوند یا اگر هم مورد استفاده قرار گیرند، وجودشان بسیار کم و محدود است.
از نکات ظریف در دوخت این لباس آن است که استفاده از رنگ‌ها برای مجردها و متاهل‌ها متفاوت است، به این صورت که معمولاً برای مجردها از نوارهای رنگی در لبه دامن استفاده می‌شود و بیشترین رنگ‌ها مورد استفاده قرار می‌گیرد، اما برای متاهل‌ها یا ساده کار می‌شود یا اگر نوار رنگی به کار رود، بیشتر از رنگهای تیره‌تر استفاده می‌شود. به گفتهٔ «حسین اسماعیل پور» در واقع شاید بتوان از رقص قاسم‌آبادی و مراسمی که به این منظور برگزار می‌شود به عنوان مراسم آشنایی جوانان مجرد با یکدیگر نیز نام برد.

## نحوه و جزئیات رقص
به گفتهٔ «حسین اسماعیل پور» در رقص قاسم‌آبادی ابتدا نیایش خداوند و سپس سه مرحلهٔ کاشت، داشت و برداشت برنج نشان داده می‌شود: رقص قاسم‌آبادی با انجام نیایش به درگاه خداوند آغاز می‌شود و بخش عمده‌ای از این رقص به دعا و شکر پروردگار اختصاص دارد، چراکه خداوند به آن‌ها این امکان را داده تا به کشت و زرع بپردازند.
پس از نیایش، مرحله کاشت آغاز می‌شود. این بخش از رقص با حرکات تند و چرخش‌های دایره‌ای انجام می‌شود. مرحله دوم که مرحله داشت است با چرخش‌های کندتر انجام می‌شود و مرحله برداشت که جداکردن دانه از ساقه و پوسته است، در دایره‌های کوچکتر انجام می‌شود و تقریباً افراد ثابت در یک جا این مرحله را انجام می‌دهند.
به گفتهٔ این مردم‌شناس، رقص قاسم‌آبادی در سه حلقه انجام می‌شود: حلقهٔ اول بزرگتر است و به صورت چرخش‌های سریع انجام می‌شود، حلقهٔ بعدی که برای مرحله داشت است، کوچکتر می‌شود و در نهایت حلقهٔ سوم از همه کوچکتر خواهد بود. این حلقه‌ها در ادامه مراحل رقص بزرگتر می‌شوند و ادامه می‌یابند تا به مرحله نیایش و شکر خداوند می‌رسد.